# Černíkovický Rybník
Černíkovický Rybník är en sjö i Tjeckien.   Den ligger i regionen Hradec Králové, i den nordöstra delen av landet, 130 km öster om huvudstaden Prag. Černíkovický Rybník ligger 303 meter över havet.  Trakten runt Černíkovický Rybník består till största delen av jordbruksmark.